# Czarni Kłobucy

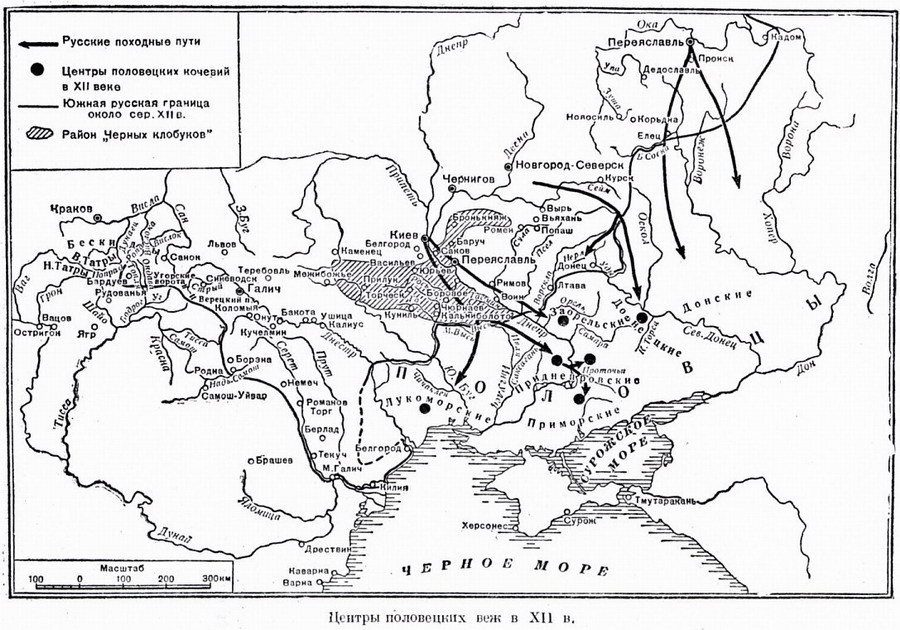
Tereny zasiedlone przez Czarnych Kłobuków w XII w. na mapie zaznaczone jako zakreskowany obszar.

Czarni Kłobucy (tur. KaraKalpak, ukr. Чорні клобуки Czorni Kłobuky, ros. Чёрные клобуки Czornyje Kłobuki) – zbiorcza nazwa koczowników osiedlonych na terytorium ruskim. Istnieją dokumenty potwierdzające ich aktywny udział w życiu politycznym Rusi Kijowskiej. Zachowując własną niezależność stanowili istotną siłę militarną broniącą Ruś przed obcymi ludami koczowniczymi.